# 프로이센의 총리
1848년 독일 부르주아 혁명부터 1945년 제2차 세계 대전 종전까지 프로이센 총리의 목록이다.
정당 범례:
  SPD
  Z
  NSDAP
  무소속
| 초상                                         | 초상                                      | 성명 (생몰)                                                       | 임기                                      | 임기                                      | 임기                                      | 정당                                      |
| 초상                                         | 초상                                      | 성명 (생몰)                                                       | 취임                                      | 퇴임                                      | 기간                                      | 정당                                      |
| Leitende Minister des Königreichs Preußen    | Leitende Minister des Königreichs Preußen | Leitende Minister des Königreichs Preußen                         | Leitende Minister des Königreichs Preußen | Leitende Minister des Königreichs Preußen | Leitende Minister des Königreichs Preußen | Leitende Minister des Königreichs Preußen |
| -------------------------------------------- | ----------------------------------------- | ----------------------------------------------------------------- | ----------------------------------------- | ----------------------------------------- | ----------------------------------------- | ----------------------------------------- |
|                                              |                                           | 요한 카지미르 콜베 폰 바텐베르크 1643년-1712년                    | 1702년                                    | 1711년                                    |                                           | 무소속                                    |
|                                              |                                           | 하인리히 뤼디거 폰 일겐                                           | 1711년                                    | 1728년                                    |                                           | 무소속                                    |
|                                              |                                           | 프리드리히 빌헬름 폰 그룸프코프 원수 1678년-1739년                | 1728년                                    | 1739년                                    |                                           | 무소속                                    |
|                                              |                                           | 하인리히 폰 포데빌스                                              | 1739년                                    | 1749년                                    |                                           | 무소속                                    |
|                                              |                                           | 게오르크 디틀로프 폰 아르님보이첸부르크                           | 1749년                                    | 1753년                                    |                                           | 무소속                                    |
|                                              |                                           | 카를 빌헬름 폰 핑켄슈타인 백작                                    | 1749년                                    | 1777년                                    |                                           | 무소속                                    |
|                                              |                                           | 프리드리히 안톤 폰 하이니츠                                       | 1777년                                    | 1802년                                    |                                           | 무소속                                    |
|                                              |                                           | 프리드리히 빌헬름 폰 아르님                                       | 1786년                                    | 1798년                                    |                                           | 무소속                                    |
|                                              |                                           | 크리스티안 폰 하우크비츠 백작 1752년-1832년                       | 1802년                                    | 1804년                                    |                                           | 무소속                                    |
|                                              |                                           | 카를 아우구스트 폰 하르덴베르크 후작 1750년-1822년                | 1804년                                    | 1806년                                    |                                           | 무소속                                    |
|                                              |                                           | 크리스티안 폰 하우크비츠 백작 1752년-1832년                       | 1806년                                    | 1806년                                    |                                           | 무소속                                    |
|                                              |                                           | 카를 프리드리히 폰 바이메                                         | 1806년                                    | 1807년                                    |                                           | 무소속                                    |
|                                              |                                           | 카를 아우구스트 폰 하르덴베르크 후작 1750년-1822년                | 1807년                                    | 1807년                                    |                                           | 무소속                                    |
|                                              |                                           | 하인리히 프리드리히 카를 폰 운트 춤 슈타인 국가남작 1757년-1831년 | 1807년                                    | 1808년                                    |                                           | 무소속                                    |
|                                              |                                           | 프리드리히 페르디난트 알렉산더 추 도나슐로비텐 백작 1771년-1831년 | 1808년                                    | 1810년                                    |                                           | 무소속                                    |
|                                              |                                           | 카를 아우구스트 폰 하르덴베르크 후작 1750년-1822년                | 1810년                                    | 1822년                                    |                                           | 무소속                                    |
|                                              |                                           | 오토 카를 프리드리히 폰 포스                                      | 1822년                                    | 1823년                                    |                                           | 무소속                                    |
|                                              |                                           | 카를 프리드리히 하인리히 폰 빌리히 운트 로툼 백작 1767년-1841년   | 1823년                                    | 1841년                                    |                                           | 무소속                                    |
|                                              |                                           | 루트비히 구스타프 폰 틸레                                         | 1841년                                    | 1848년                                    |                                           | 무소속                                    |
| Ministerpräsidenten des Königreichs Preußen) |                                           |                                                                   |                                           |                                           |                                           |                                           |
|                                              |                                           | 아돌프 하인리히 폰 아르님보이트첸부르크 백작 (1803년–1868년)      | 1848년 3월 19일                           | 1848년 3월 29일                           | 10                                        | 무소속                                    |
|                                              |                                           | 고트프리트 루돌프 캄프하우젠 (1803년–1890년)                      | 1848년 3월 29일                           | 1848년 6월 20일                           | 83                                        | 무소속                                    |
|                                              |                                           | 루돌프 폰 아우어즈발트 (1795년–1866년)                            | 1848년 6월 25일                           | 1848년 9월 8일                            | 75                                        | 무소속                                    |
|                                              |                                           | 에른스트 폰 푸엘 (1779년–1866년)                                  | 1848년 9월 21일                           | 1848년 11월 1일                           | 41                                        | 무소속                                    |
|                                              |                                           | 프리드리히 빌헬름 폰 브란덴부르크 백작 (1792년–1850년)            | 1848년 11월 2일                           | 1850년 11월 6일                           | 734                                       | 무소속                                    |
|                                              |                                           | 오토 테오도어 폰 만토이펠 남작 (1805년–1882년)                    | 1850년 12월 9일                           | 1858년 11월 6일                           | 2889                                      | 무소속                                    |
|                                              |                                           | 카를 안톤 폰 호엔촐레른 후작 (1811년–1885년)                      | 1858년 11월 6일                           | 1862년 3월 12일                           | 1222                                      | 무소속                                    |
|                                              |                                           | 아돌프 추 호헨로헤잉겔핑겐 후작 (1797년–1873년)                   | 1862년 3월 17일                           | 1862년 9월 23일                           | 190                                       | 무소속                                    |
|                                              |                                           | 오토 폰 비스마르크 후작 (1815년–1898년) 제1차                     | 1862년 9월 23일                           | 1873년 1월 1일                            | 3753                                      | 무소속                                    |
|                                              |                                           | 알브레히트 폰 론 백작 (1803년–1879년)                             | 1873년 1월 1일                            | 1873년 11월 9일                           | 312                                       | 무소속                                    |
|                                              |                                           | 오토 폰 비스마르크 후작 (1815년–1898년) 제2차                     | 1873년 11월 9일                           | 1890년 3월 20일                           | 5975                                      | 무소속                                    |
|                                              |                                           | 레오 폰 카프리비 백작 (1831년–1899년)                             | 1890년 3월 20일                           | 1892년 3월 22일                           | 733                                       | 무소속                                    |
|                                              |                                           | 보토 추 오일렌부르크 백작 (1831년–1912년)                         | 1892년 3월 22일                           | 1894년 10월 26일                          | 948                                       | 무소속                                    |
|                                              |                                           | 흘로트비히 추 호헨로헤실링스퓌르스트 후작 (1819년–1901년)         | 1894년 10월 29일                          | 1900년 10월 17일                          | 2179                                      | 무소속                                    |
|                                              |                                           | 베른하르트 폰 뷜로프 후작 (1849년–1929년)                         | 1900년 10월 17일                          | 1909년 7월 14일                           | 3192                                      | 무소속                                    |
|                                              |                                           | 테오발트 폰 베트만홀베크 (1856년–1921년)                          | 1909년 7월 14일                           | 1917년 7월 13일                           | 2921                                      | 무소속                                    |
|                                              |                                           | 게오르크 미하엘리스 (1857년–1936년)                               | 1917년 7월 14일                           | 1917년 11월 1일                           | 110                                       | 무소속                                    |
|                                              |                                           | 게오르크 폰 헤르틀링 백작 (1843년–1919년)                         | 1917년 11월 1일                           | 1918년 9월 30일                           | 333                                       | 중앙당                                    |
|                                              |                                           | 막시밀리안 폰 바덴 공자 (1867년–1929년)                           | 1918년 10월 3일                           | 1918년 11월 9일                           | 37                                        | 무소속                                    |
|                                              |                                           | 프리드리히 에베르트 (1871년–1925년)                               | 1918년 11월 9일                           | 1918년 11월 11일                          | 2                                         | 독일 사회민주당                           |
| Ministerpräsidenten des Freistaat Preußen    |                                           |                                                                   |                                           |                                           |                                           |                                           |
|                                              |                                           | 파울 히어슈 (1868년–1940년)                                       | 1918년 11월 11일                          | 1920년 3월 27일                           | 502                                       | 독일 사회민주당                           |
|                                              |                                           | 오토 브라운 (1872년–1955년) 제1차                                 | 1920년 3월 27일                           | 1921년 4월 21일                           | 390                                       | 독일 사회민주당                           |
|                                              |                                           | 아담 슈테거발트 (1874년–1945년)                                   | 1921년 4월 21일                           | 1921년 11월 5일                           | 198                                       | 중앙당                                    |
|                                              |                                           | 오토 브라운 (1872년–1955년) 제2차                                 | 1921년 11월 5일                           | 1925년 2월 18일                           | 1201                                      | 독일 사회민주당                           |
|                                              |                                           | 빌헬름 마르크스 (1863년–1946년)                                   | 1925년 2월 18일                           | 1925년 4월 6일                            | 47                                        | 중앙당                                    |
|                                              |                                           | 오토 브라운 (1872년–1955년) 제3차                                 | 1925년 4월 6일                            | 1932년 7월 20일                           | 2662                                      | 독일 사회민주당                           |
| Reichskommissar des Freistaat Preußen        |                                           |                                                                   |                                           |                                           |                                           |                                           |
|                                              |                                           | 프란츠 폰 파펜 (1879년–1969년)                                    | 1932년 7월 20일                           | 1932년 12월 3일                           | 136                                       | 무소속                                    |
|                                              |                                           | 쿠르트 폰 슐라이허 (1882년–1934년)                                | 1932년 12월 3일                           | 1933년 1월 28일                           | 56                                        | 무소속                                    |
| Ministerpräsidenten des Freistaat Preußen    |                                           |                                                                   |                                           |                                           |                                           |                                           |
|                                              |                                           | 프란츠 폰 파펜 (1879년–1969년)                                    | 1933년 1월 30일                           | 1933년 4월 10일                           | 70                                        | 무소속                                    |
|                                              |                                           | 헤르만 괴링 (1893년–1945년)                                       | 1933년 4월 10일                           | 1945년 4월 23일                           | 4396                                      | 국가사회주의 독일 노동자당                |
| Reichsstatthalter in Preußen                 |                                           |                                                                   |                                           |                                           |                                           |                                           |
|                                              |                                           | 아돌프 히틀러 (1889년–1945년)                                     | 1933년 1월 30일                           | 1935년 1월 33일                           | 730                                       | 국가사회주의 독일 노동자당                |
|                                              |                                           | 헤르만 괴링 (1893년–1945년)                                       | 1935년 1월 30일                           | 1945년 4월 23일                           | 3736                                      | 국가사회주의 독일 노동자당                |

## 같이 보기
- 프로이센의 군주 목록
- 독일의 총리 목록